# ジェニー・リスヴェッズ
ジェニー・リスヴェッズ（Jenny Rissveds、1994年6月6日 - ）は、スウェーデン・ファールン出身の女子自転車競技（マウンテンバイク・クロスカントリー(XC)）選手。2016年リオオリンピックのマウンテンバイククロスカントリーで優勝した。